# يوسف محمد (لاعب كرة قدم نيجيري)
يوسف محمد (بالإنجليزية: Yusuf Mohamed)‏ (5 نوفمبر 1983 بنيجيريا - ) هو لاعب كرة قدم نيجيري في مركز الدفاع، شارك في كأس الأمم الأفريقية 2010. وشارك مع منتخب نيجيريا لكرة القدم. أما مع النوادي، فقد لعب مع نادي الهلال ونادي الهلال ونادي إنييمبا إنترناشونال ونادي سيون.

## وصلات خارجية
- يوسف محمد على موقع قاعدة بيانات كرة القدم.إي يو (الإنجليزية)
- يوسف محمد على موقع ناشيونال فوتبول تيمز (الإنجليزية)